# Púding de sèmola
Púding de la sèmola o farinetes sèmola és una papilla de tipus pudding feta de sèmola, que es cuina amb llet, o una barreja de llet i aigua, o aigua just. Sovint se serveix amb sucre, cacau en pols, canyella, panses, fruita o xarop. També es pot fer una consistència similar a l'arròs amb llet utilitzant més sèmola i al forn, en lloc de bullir.
El budín de sèmola es menja a Europa des de l'època romana. El receptari d'Apicius (datat aproximadament al segle IV dC) descriu una farineta de sèmola feta amb farina barrejada amb ametlles, panses i vi de panses.
El budín de sèmola també es ven com a menjar o preparat. Sovint s'afegeix nata, vainilla, fruita, espècies o aroma artificial. Alguns d'aquests productes s'han de preparar amb llet o aigua. Si només cal aigua, la llet en pols és un ingredient del menjar de conveniència.

## República Txeca i Eslovàquia

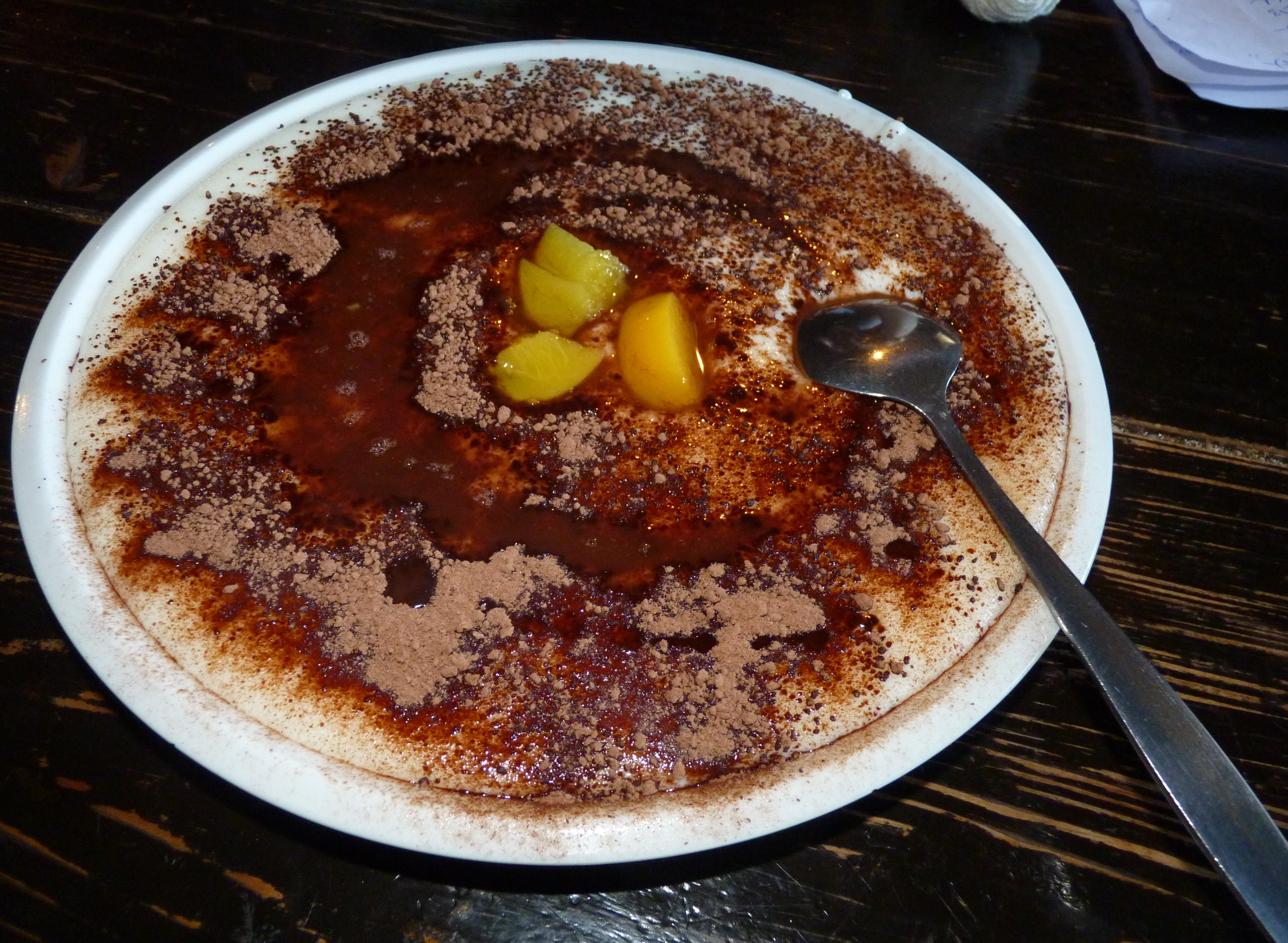
Pudding de sèmola amb cacau i mantega

Els txecs l'anomenen krupičná kaše o krupicová kaše i els eslovacs krupicová kaša. Es serveix calent, espolvoreat amb cacau i sucre i ruixat amb mantega fosa. De vegades es poden utilitzar altres variacions i sabors, com ara canyella, mel, xocolata ratllada, tuzemák, etc.

## Romania
A Romania es diu griș cu lapte. S'hi poden afegir melmelada, fruita confitada, canyella i panses. Un cop cuit, la preparació s'aboca en un motlle de pastissos. Es serveix calent o fred. La paraula griș pot provenir de l'alemany Grieß semblant al gra anglès.

## Hongria
Els hongaresos anomenen aquest plat tejbegríz o tejbedara, que significa "sèmola a la llet". Habitualment cuinat amb una quantitat generosa de sucre, una mica de mantega i un polsim de sal, se serveix calent ja sigui simple o espolvoreat amb cacau en pols, sucre de canyella, vegades amb fruites fresques o en conserva, melmelada, vainilla, trossos de xocolata; Les addicions modernes inclouen gelats, crema en aerosol, sucre moreno, xarop d'auró, fruita confitada, granola, llavors de carbassa, etc. Un producte similar, però molt més gruixut, semblant a un budín, precuinat i envasat com a aliment de conveniència comprat a la botiga, es comercialitza amb el nom de grízpuding (traducció al mirall de budín de sèmola).

## Lituània
A Lituània, aquest plat es diu manų košė. Habitualment, es cuina amb una barreja d'aigua, llet i sucre, i sempre es serveix calent, amb una cobertura de canyella i sucre, o de vegades melmelada.

## Síria
Aquest plat és molt conegut a Damascus i Alep (a més d'altres parts de Síria) com a Mamonia. Es prepara afegint sèmola torrada amb mantega a l'aigua bullint que es barreja amb sucre i de vegades trossos de canyella. A continuació, se serveix amb una varietat de complements que inclouen, entre d'altres, formatge blanc, canyella en pols i festucs.